# Contorniaat

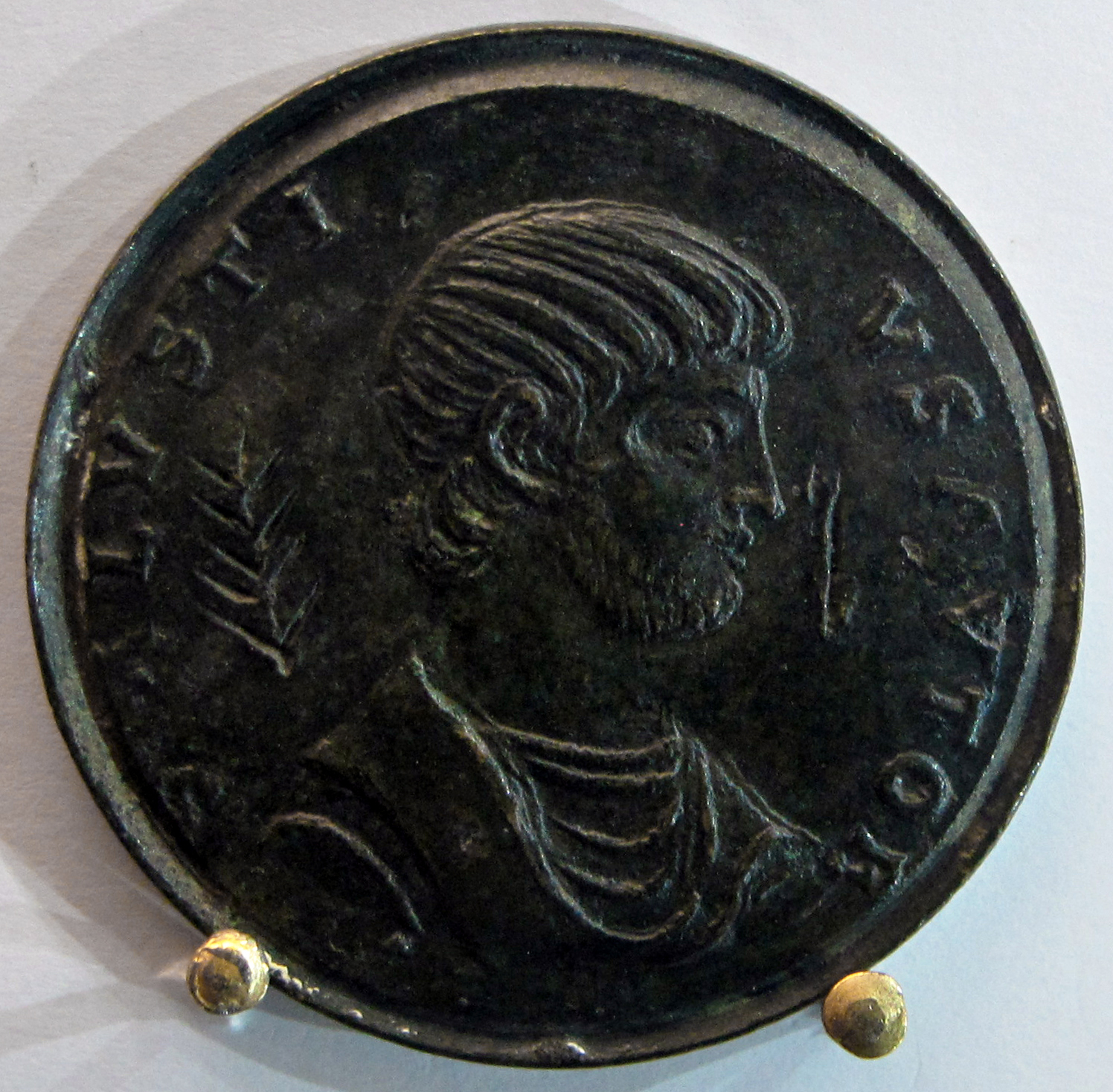
Contorniaat met de beeltenis van Gaius Sallustius Crispus met het opschrift SALVSTIVS AVTOR (4e-5e eeuw v.Chr., Museo archeologico nazionale di Firenze, Florence).

Een contorniaat is de term, die in de archeologie wordt gebruikt om Romeinse medaillons uit de late keizertijd (4e-5e eeuw n.Chr.) ter grootte van een sestertius (diameter van ca. 40 mm) aan te duiden. De naam is afgeleid van het Italiaanse contorno ("rand").
Een contorniaat is namelijk gemakkelijk te herkennen aan de opvallende, scherp afgetekende rand, vaak een diepe, uitgeslepen groef aan de rand. Als materiaal werd meestal messing of brons gebruikt, maar ook andere legeringen werden af en toe gebruikt. Als opschrift vindt men vooral monogrammen, alsook het palmteken of P- en E-monogram, waarvan de betekenis niet geheel duidelijk is. Op de voorzijde vindt met de beeltenis van heersers uit het (verre) verleden, heidense goden, dichters of heroën. Op de keerzijde werden meestal het circus- of theaterspelen weergegeven. Ook wagenrennen zijn erop afgebeeld. Er zijn meer dan honderd verschillende types bekend.
Over de bedoeling en het gebruik van de contorniaten bestaat in het historisch onderzoek ernaar nog geen consensus. Sommige onderzoekers hebben gesuggereerd dat ze als een speel- of legitimatiefiche werden gebruikt. Ook het gebruik als prijs voor de winnaar bij spelen werd reeds overwogen. De oudhistoricus Andreas Alföldi heeft gesuggereerd dat ze mogelijk ook als een propagandamiddel door de senatoriale, niet-christelijke oppositie werden gebruikt tegen de christelijke keizershuizen, waarvoor de voorkeur voor het afbeelden van heidense goden respectievelijk niet-christelijke heersers op contorniaten zou pleiten.